# Morion
Morion  (лат.) — род жуков-жужелиц из подсемейства харпалин. Для представителей данного рода характерны следующие эйдономические черты: 1) с пятого по десятый членики усиков чётковидные; 2) на краях переднеспинки имеется несколько пар латкральных (боковых) щетинок; 3) восьмая бороздка надкрылья зигзагообразная; 4) ноги тонкие.
Известен 41 вид:
- Morion angustus Chaudoir, 1880
- Morion aridus Allen, 1968
- Morion attenuatus Barker, 1922
- Morion australis Castelnau, 1867
- Morion baloghi Horvatovich, 1976
- Morion biroi Horvatovich, 1976
- Morion bithynicus Schauberger, 1925
- Morion boliviensis Allen, 1968
- Morion boninensis Kasahara & Sato, 1990
- Morion brasiliensis Dejean, 1825
- Morion brevior Putzeys, 1873
- Morion caledoniae Fauvel, 1903
- Morion congoensis Straneo, 1959
- Morion constrictus Chaudoir, 1880
- Morion cordatus Chaudoir, 1837
- Morion costiger Darlington, 1934
- Morion crassipes Sloane, 1904
- Morion cucujoides Walker, 1858
- Morion cyclomus Chaudoir, 1854
- Morion dalbertisi Chaudoir, 1880
- Morion doriae Putzeys, 1873
- Morion germanus Chaudoir, 1880
- Morion guineensis Imhoff, 1843
- Morion humeratus Chaudoir, 1880
- Morion japonicus Bates, 1883
- Morion jordani Csiki, 1929
- Morion lafertei Guerin-Meneville, 1844
- Morion longicollis W.J.MacLeay, 1871
- Morion longipennis Putzeys, 1875
- Morion luzonicus Chaudoir, 1852
- Morion monilicornis (Latreille, 1806)
- Morion novaehollandiae Castelnau, 1867
- Morion olympicus L. Redtenbacher, 1843
- Morion orientalis Dejean, 1825
- Morion pachysomus Chaudoir, 1880
- Morion parallelus Klug, 1832
- Morion piceus Castelnau, 1867
- Morion polynesiae Fairmaire, 1878
- Morion simplex Dejean, 1826
- Morion simulatus Jordan, 1894
- Morion victoriae Castelnau, 1867